# Andrzej Chryzoberges
Andrzej Chryzoberges lub Chrysoberges, także Andrzej z Rodos, Andrzej z Konstantynopola albo Andrzej z Pery (zm. 1451 lub 1456) – dominikanin, teolog bizantyński.

## Życiorys
Andrzej Chryzoberges był młodszym bratem Maksyma Chryzobergesa, i podobnie jak brat dominikaninem. Pochodził z greckiej rodziny prawosławnej. Po nawróceniu wstąpił do klasztoru dominikanów w Pera, na przedmieściu Konstantynopola. Około 1410 roku był nauczycielem filozofii w Padwie, później studiował tam teologię. Był tłumaczem języka greckiego na soborze w Konstancji (1414-1418). W 1425 roku został legatem papieskim przy dworze bizantyńskim i biskupem Sutri, biskupstwa jednak nie objął. W 1426 roku został generalnym wikarym dominikańskim na Bizancjum i Polskę. W latach 1428–1429 przebywał w Polsce, prawdopodobnie w celu skłonienia króla polskiego Władysława Jagiełły do wojny z husytami. W tym czasie znalazł się też na liście profesorów Akademii Krakowskiej. Podjął się wykładów prawdopodobnie za namową Zbigniewa Oleśnickiego. 2 maja 1432 roku papież Eugeniusz IV mianował Andrzeja arcybiskupem Kolossy na Rodos. Andrzej wziął udział w soborze ferraro-florenckim (1438-1439) jako przedstawiciel Kościoła rzymskiego. 6 lipca 1439 roku podpisał akt unii florenckiej. Jako legat papieski pozyskał dla Kościoła katolickiego metropolitę chaldejskiego Tymoteusza i biskupa maronitów Eliasza. W 1147 roku został arcybiskupem Nikozji na Cyprze. Zmarł w 1451 roku lub w 1456 roku.

## Twórczość
Andrzej Chryzoberges przetłumaczył na język grecki mszał dominikański, wydał swoje mowy soborowe i Apologię pism Tomasza (Apologia apodejktiké apὸ ton syngrammátón tu [...] Thomá), zwalczające palamityzm. W rękopisach Biblioteki Watykańskiej zachowały się jego dwie dysputy: ze schizmatykiem J. Bessarionem Apologia peri tes teias usias kai energeias, a także dialog polemiczny skierowany do Marka Eugenika Andreu Rodu kai Marku Efesiu dialogos.